# TARDBP
TARDBP (англ. TAR DNA binding protein) – білок, який кодується однойменним геном, розташованим у людей на короткому плечі 1-ї хромосоми. Довжина поліпептидного ланцюга білка становить 414 амінокислот, а молекулярна маса — 44 740.
| 10         |  | 20         |  | 30         |  | 40         |  | 50         |
| ---------- |  | ---------- |  | ---------- |  | ---------- |  | ---------- |
| MSEYIRVTED |  | ENDEPIEIPS |  | EDDGTVLLST |  | VTAQFPGACG |  | LRYRNPVSQC |
| MRGVRLVEGI |  | LHAPDAGWGN |  | LVYVVNYPKD |  | NKRKMDETDA |  | SSAVKVKRAV |
| QKTSDLIVLG |  | LPWKTTEQDL |  | KEYFSTFGEV |  | LMVQVKKDLK |  | TGHSKGFGFV |
| RFTEYETQVK |  | VMSQRHMIDG |  | RWCDCKLPNS |  | KQSQDEPLRS |  | RKVFVGRCTE |
| DMTEDELREF |  | FSQYGDVMDV |  | FIPKPFRAFA |  | FVTFADDQIA |  | QSLCGEDLII |
| KGISVHISNA |  | EPKHNSNRQL |  | ERSGRFGGNP |  | GGFGNQGGFG |  | NSRGGGAGLG |
| NNQGSNMGGG |  | MNFGAFSINP |  | AMMAAAQAAL |  | QSSWGMMGML |  | ASQQNQSGPS |
| GNNQNQGNMQ |  | REPNQAFGSG |  | NNSYSGSNSG |  | AAIGWGSASN |  | AGSGSGFNGG |
| FGSSMDSKSS |  | GWGM       |  |            |  |            |  |            |

A: Аланін

C: Цистеїн

D: Аспарагінова кислота

E: Глутамінова кислота

F: Фенілаланін

G: Гліцин

H: Гістидин

I: Ізолейцин

K: Лізин

L: Лейцин

M: Метіонін

N: Аспарагін

P: Пролін

Q: Глутамін

R: Аргінін

S: Серин

T: Треонін

V: Валін

W: Триптофан

Кодований геном білок за функцією належить до репресорів. 
Задіяний у таких біологічних процесах як процесінг мРНК, сплайсінг мРНК, транскрипція, регуляція транскрипції. 
Білок має сайт для зв'язування з ДНК, РНК. 
Локалізований у ядрі.